# Hymedesmia procumbrens
Hymedesmia procumbrens är en svampdjursart som först beskrevs av William Lundbeck 1910.  Hymedesmia procumbrens ingår i släktet Hymedesmia, och familjen Hymedesmidae. Arten är reproducerande i Sverige.